# Ingeborg De Meulemeester
Ingeborg De Meulemeester (Kortrijk, 14 april 1965) is een Belgische Vlaams-nationalistisch politica voor de N-VA.

## Levensloop
Ingeborg De Meulemeester is afkomstig uit Kortrijk, maar woonde tijdens haar jeugd in Antwerpen. Via gehandicaptenorganisatie Jong KVG kwam ze in Beveren-Waas terecht, waar ze vanaf haar vijftiende actief werd in de plaatselijke afdeling van deze organisatie. Haar vader Karel De Meulemeester was directeur-generaal van VTB-VAB (Vlaamse Toeristen Bond - Vlaamse Automobilisten Bond).
De Meulemeester, die in 1987 afstudeerde als sociaal verpleegkundige aan het Sint-Berlindisinstituut in Antwerpen, ging dit beroep van 1987 tot 2010 uitvoeren in een tehuis voor mensen met een mentale handicap in Beveren. Tevens ging ze zetelen in de raad van bestuur en de algemene vergadering van het plaatselijk werkgelegenheidsagentschap PWA Beveren-Waas. Na haar loopbaan in het parlement ging De Meulemeester in januari 2020 opnieuw aan de slag als sociaal verpleegkundige.
Ze ging zich politiek engageren voor de N-VA en werd er lid van het partijbestuur en de partijraad. Van juni 2010 tot mei 2014 was Ingeborg De Meulemeester voor de kieskring Oost-Vlaanderen lid van de Kamer van volksvertegenwoordigers en van mei 2014 tot mei 2019 zetelde ze in het Vlaams Parlement. In de Kamer was ze actief in de commissies Volksgezondheid en Buitenlandse Betrekkingen en specialiseerde ze zich in armoedebestrijding, thuisverpleging en ontwikkelingssamenwerking, in het Vlaams Parlement maakte ze deel uit van de commissie voor Onderwijs en de commissie voor Buitenlands Beleid, Europese Aangelegenheden, Internationale Samenwerking, Toerisme en Onroerend Erfgoed, alsook zetelde ze er van 2018 tot 2019 in de commissie Welzijn, Volksgezondheid en Gezin.
Op lokaal politiek niveau was De Meulemeester vanaf juli 2010 gemeenteraadslid en vanaf januari 2013 schepen in Beveren-Waas. In de legislatuur 2013-2018 was ze in haar ambt als schepen verantwoordelijk voor sociale zaken, PWA en werkgelegenheid, intern preventiebeleid, gezondheidspreventie, emancipatiebeleid en ontwikkelingssamenwerking. Van 2019 tot 2024 was ze bevoegd voor Cultuur, Bibliotheken, Intern preventiebeleid, Emancipatiebeleid en Ontwikkelingssamenwerking. Begin 2025 ging Beveren op in de fusiegemeente Beveren-Kruibeke-Zwijndrecht, waar De Meulemeester sindsdien in de gemeenteraad zetelt.
De Meulemeester woont in Vrasene, is gehuwd en moeder van vier zonen.